# فرنسا الجديدة

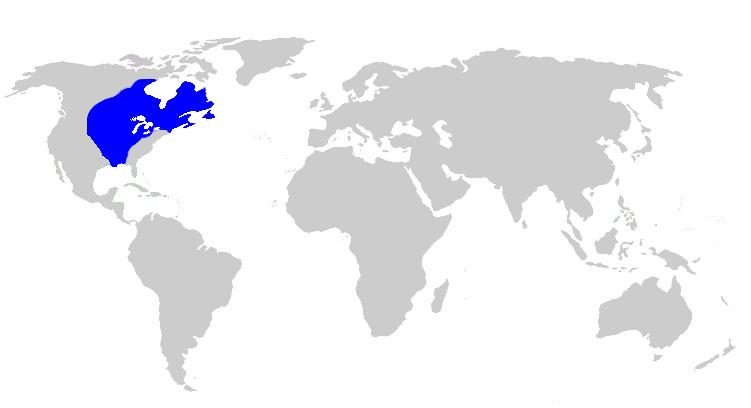
مناطق فرنسا الجديدة

ولاية فرنسا الجديدة (بالفرنسية: Nouvelle-France) كما عُرِفت باسم إمبراطورية أمريكا الشمالية الفرنسية أو فرنسا الجديدة المَلَكية، هي المنطقة التي استعمرتها فرنسا في أمريكا الشمالية، بدءًا من استكشاف خليج سانت لورانس على يد جاك كارتييه عام 1534، وانتهاءً بالتنازل عن فرنسا الجديدة لبريطانيا العظمى واسبانيا عام 1763 بموجب معاهدة باريس (1763).
تألفت ولاية فرنسا الجديدة من خمس مستعمرات في ذروة قوتها عام 1712، لكل مستعمرة إدارتها الخاصة: كندا، أكثر مستعمرة متطورة ومقسمة إلى مقاطعة كيبيك وتروا ريفيير ومونتريال؛ خليج هادسن؛ وأكاديا في الشمال الشرقي؛ وبليزانس الواقعة في جزيرة نيوفاوندلاند؛ ولويزيانا. امتدت فرنسا الجديدة من نيوفاوندلاند إلى المروج الكندية ومن خليج هادسن إلى خليج المكسيك، بالإضافة إلى مجمل البحيرات العظمى في أمريكا الشمالية.
في القرن السادس عشر، كانت الأراضي مستخدمة بصورة رئيسية للحصول على مصادر الثروات الطبيعية مثل الفرو، عن طريق التجارة مع العديد من قبائل السكان الأصليين. في القرن السابع عشر، بدأت المستوطنات بالنجاح في أكاديا وفي كيبيك. بحلول عام 1765، وصل تعداد سكان مقاطعة كيبيك الجديدة إلى 70 ألف مستوطن تقريبًا. أسفرت معاهدة آترخت عام 1713 عن إعطاء فرنسا حقها في أرض أكاديا وخليج هادسن ونيوفاوندلاند لبريطانيا العظمى. أنشأت فرنسا مستعمرة الجزيرة الملكية، المُسماة الآن جزيرة كايب بريتون، وبنت فيها حصن لويزبورغ الشهير.
عمل البريطانيون على إبعاد الأكاديين في حملة الترحيل الكبير من عام 1755 إلى عام 1764، التي يُحيا ذكراها في 28 يوليو من كل سنة منذ عام 2003. انتشرت ذريتهم في المقاطعات البحرية في كندا وفي ماين ولويزيانا، مع عدد قليل منهم في قرية شيتيكامب في مقاطعة نوفا سكوشا وجزر ماغدالين. وذهب بعضٌ منهم إلى فرنسا.
في عام 1763، تنازلت فرنسا عن بقية فرنسا الجديدة لبريطانيا العظمى وإسبانيا، ما عدا جزر سان بيير وميكلون، من خلال معاهدة باريس التي أنهت حرب السبع سنوات في أمريكا. حصلت بريطانيا على كندا وأكاديا وجزء من لويزيانا الفرنسية المتوضعة شرق نهر الميسيسيبي، عدا جزيرة أورليان (الآن هي نفسها نيو أورلينز) التي مُنحت إلى إسبانيا مع المنطقة الغربية. في عام 1800، أعادت إسبانيا حصتها من لويزيانا إلى فرنسا وفق معاهدة سان إلديفونسو السرية، وباعها نابليون بونابارت إلى الولايات المتحدة في صفقة لويزيانا عام 1803، وبذلك انتهت المحاولات الاستعمارية الفرنسية في اليابسة الأمريكية نهائيًا.
في النهاية أصبحت فرنسا الجديدة متماهية ضمن الولايات المتحدة وكندا، مع بقاء أثر وحيد للحكم الفرنسي وهو الجزر الصغيرة لسان بيير وميكلون.
في الولايات المتحدة، تمثّل إرث فرنسا الجديدة بأسماء الأماكن الكثيرة إضافة إلى المجتمعات الصغيرة جدًا التي تتكلم الفرنسية.

## الاستكشافات المبكرة
في حوالي عام 1522، أستطاع المستكشف الإيطالي جيوفاني دي فيرازانو أن يقنع الملك الفرنسي فرانسيس الأول بإرسال رحلة استكشاف لطرق أقصر للوصول إلى كاثاي، الاسم القديم لمنشوريا في آسيا. وقي نهاية عام 1523م، أبحر فارازانو من ميناء دييبو على متن مركب سريع الحركة مع 53 بحارا قاطعاً المحيط الأطلسي ليصل إلى ساحل كارولينا عام 1524م. ثم توجه شمالاً ليثبت مرساه في مضائق خليج نيويورك ليكون أول من اكتشف جزيرة نيويورك فسماها نيو أنغوليم على اسم الملك الذي كان كنت مقاطعة أنغوليم. أقنعت هذه الرحلة الملك على السعي لتأسيس مستوطنة في البلاد الجديدة.
في عام 1534م، نصب جاك كارتييه صليبًا على شبه جزيرة غاسبيه معلنا تطويب الأرض باسم الملك فرانسيس الأول فأصبحك أول مقاطعة في فرنسا الجديدة. باءت المحاولات الأولى للاستيطان بالفشل. لذلك، تابع الصيادون الفرنسيون الإبحار شمالا وخصوصاً على على نهر سانت لورنس حيث تحالفوا مع سكان الأرض الأصليين. كما أتهم وجدوا كميات كبيرة من حيوانات القندس ذو الفراء الثمين المطلوب بكثرة بأوروبا. فقرر الملك توسيع استيطانه للمنطقة من أجل السيطرة على أميركا.
ومن المحاولات الفرنسية الأولى لاستيطان أميركا كان في منطقة فورت كارولين التي هي جاكسونفيل الحالية التي تأسست من قبل رينيه غولاين دو لودونيير وجان ريبوه كملاذ آمن لجماعة الهوغينو البروتيستانتية. إلا أنهم قتلوا من قبل الأسباني بيدرو مينينديز دي أفيلس يوم 28 أغسطس 1565 ثم حولها إلى مسنوطنة سانت أوغسطين في نفس العام، قبل أن يعود فرنسي آخر يدعى دومينيك دي غورغ وينتقم من الإسبان.

### تأسيس مدينة كيبيك (1608)
في عام 1608، كفّل الملك هنري الرابع بيير دوغوا دو مون وسامويل دو شامبلان بتأسيس مدينة كيبيك مع 28 رجل آخر. كانت هذه ثاني مستوطنة فرنسية دائمة في مستعمرة كندا، كان الاستعمار بطيئًا وصعبًا. توفي العديد من المستوطنين بسبب الجو القاسي والأمراض. في عام 1630، كان 103 مستوطن فقط يعيش في المستوطنة، لكن بحلول عام 1640، وصل عدد السكان إلى 355.
عند أقرب فرصة ممكنة، شكّل شامبلان تحالفًا مع قبائل الألغونكين والمونتاجنيه في المنطقة، الذين كانوا في حرب مع قبيلة الإيروكوا. في عام 1609 رافق شامبلان -مع اثنين من مرافقيه الفرنسيين- حلفاءه من قبائل الألغونكوين والمونتانييه والهورون، جنوبًا من وادي سانت لورانس إلى بحيرة شامبلان. انخرط بشكل قوي في معركة ضد قبيلة الإيروكوا، وقتل اثنان من زعمائهم بأول طلقات بندقيته (القربينة). وطد هذا الانخراط العسكري ضد الإيروكوا مكانة شامبلان مع حلفاء فرنسا الجديدة من قبائل الهورون والألغونكوين، ما مكنه من المحافظة على الروابط التي كانت أساسية لمصالح فرنسا الجديدة في تجارة الفراء.
أعد شامبلان أيضًا شبانًا فرنسيين ليعيشوا مع السكان الأصليين، ويتعلّموا لغتهم وأعرافهم لمساعدة الفرنسيين في التأقلم مع الحياة في شمال أمريكا. مدَّ «عداؤو الغابات» مثل إيتين بروليه، تأثير فرنسا جنوبًا وغربًا إلى البحيرات الكبيرة وبين قبائل الهورون الذين عاشوا هناك. وقع صدام بين الإيروكوا والفرنسيين بسلسلة من الهجمات والأعمال الانتقامية.
خلال العقود الأولى من وجود المستعمرة، كان تعداد السكان الفرنسيين بضعة مئات فقط، بينما كانت المستعمرات الإنكليزية أكثر ثراءً وتعدادًا بالسكان. أمِلَ الكاردينال ريشيليو، مستشار لويس الثالث عشر، بجعل فرنسا الجديدة بنفس أهمية المستعمرات الإنجليزية. وفي عام 1627، أسس ريشيليو شركة المساهمين المئة للاستثمار في فرنسا الجديدة، ووعدوا بقطعٍ من الأراضي لمئات المستوطنين الجدد وبأنهم سيحوّلون كندا إلى مستعمرة زراعية وتجارية مهمة. عُين شامبلان حاكم فرنسا الجديدة، ومنع ريشيليو السكان من غير الرومان الكاثوليك من العيش فيها. طُلب من البروتستانت أن يتخلوا عن عقيدتهم قبل الاستيطان في فرنسا الجديدة، ولذلك اختار العديد منهم الانتقال إلى المستعمرات الإنجليزية.
استقرت كنيسة الرومان الكاثوليك، والجماعات التبشيرية مثل الريكوليكتس واليسوعيين، بقوة في المنطقة. قدّم ريشيليو أيضًا نظام الأعيان، وهو نظام نصف إقطاعي مرتبط بالزراعة، وبقي سمة خاصة في وادي سانت لورانس حتى القرن التاسع عشر. في حين أن جهود ريشيليو لم تساعد كثيرًا على زيادة التواجد الفرنسي في فرنسا الجديدة، مهدت الطريق لنجاح المساعي اللاحقة.
في ذلك الوقت، بدأت المستعمرات الإنجليزية في الجنوب بمهاجمة وادي سانت لورانس، وفي عام 1629 استولى الإنجليز عليها وظلت في حوزتهم حتى عام 1632. عاد شامبلان إلى كندا في تلك السنة، وطلب من السير دولافيوليت أن يجد موضع تجاري آخر في مدينة تروا ريفيير، وفعل ذلك عام 1634. توفي شامبلان عام 1635.

## السيطرة الملكية ومحاولات الاستيطان

الختم التجاري لفرنسا الجديدة

في عام 1650، كان في فرنسا الجديدة سبعمئة مُستعمر، وكان في مونتريال بضع عشرات من المستوطنين فقط. بسبب قيام السكان الأصليين بالجزء الأكبر من العمل في اصطياد حيوان القندس، لم تحتج الشركة إلّا لعدد قليل من الموظفين الفرنسيين. كادت فرنسا الجديدة ذات التعداد السكاني القليل جدًا أن تسقط بالكامل أمام قوات الإيروكوا المعادية. في عام 1660، قاد المستعمر آدم دولارد دي أورمو ميليشيا من الكنديين وقبيلة الهورون ضد قوة أكبر منهم بكثير من قبيلة الإيروكوا؛ لم ينج أي من الكنديين، لكنهم نجحوا في دحر هجوم الإيروكوا. في عام 1627، كان في كيبيك خمسٌ وثمانون مستوطنًا فرنسيًا فقط، وهُزمت بسهولة بعد سنتين، عندما نهبتها ثلاث سفن قرصنة إنجليزية. أخيرًا، في عام 1663، أصبحت فرنسا الجديدة أكثر أمنًا، عندما جعلها لويس الرابع عشر مقاطعة ملكية، وأخذ السيطرة من شركة المساهمين المئة. في السنة ذاتها، تنازلت رابطة نوتردام دو مونتريال عن ملكياتها لمجلس سانت سولبيس. شجعت السلطة الحاكمة الهجرة إلى فرنسا الجديدة عبر دفع كلفة السفر عبر المحيط الأطلسي وعرض حوافز على الأشخاص المستعدين للانتقال، ونما تعداد السكان في فرنسا الجديدة إلى ثلاثة آلاف. وفي عام 1665، أرسل لويس الرابع عشر حامية عسكرية فرنسية، كتيبة كاريغنان ساليير، إلى كيبيك.
شُكّلت حكومة المستعمرة وفقًا لحكومة فرنسا، إذ خضع الحاكم العام والوكيل لوزارة البحرية في فرنسا، عام 1665، أُرسل جان تالون من قِبل وزير البحرية جان بابتيست كولبير إلى فرنسا الجديدة كأول وكيل لها. ضيقت هذه التعديلات سلطة أسقف كيبيك، الذي حمل السلطة الأكبر بعد وفاة شامبلان.
أجرى وكيل فرنسا جان تالون إحصاء عام 1666 لفرنسا الجديدة في شتاء 1665-1666، والذي أظهر تعدادًا من  3215 ساكن في فرنسا الجديدة، أكثر بكثير مما كان عليه التعداد منذ بضعة عقود سابقة، ولكن ظهر اختلاف كبير بين عدد الرجال (2034 نسمة) والنساء (1181 نسمة).
حاول تالون تعديل نظام الأعيان، مُجبرًا الإقطاعيين بالعيش في أراضيهم، وتقليص مساحة الأراضي الإقطاعية، في محاولةٍ لتوفير أراضٍ أكثر للمستوطنين الجدد. لم تنجح هذه المخططات في النهاية. جاء عدد قليل جدًا من المستوطنين، ولم تتفوق الصناعات المتنوعة التي أسسها تالون على أهمية تجارة الفرو.

### المستوطنون وعائلاتهم
جلب شامبلان أول المستوطنين إلى كيبك: العطّار الباريسي لويس هيبيرت وعائلته. جاؤوا بقصد الاستقرار والبقاء في مكان واحد لإنجاح عملية استيطان فرنسا الجديدة. كما تبعتهم موجات العاملين استجابةً للنداءات بحضور الرجال ذوي الكفاءات المحددة، كالمزارعين، والعطارين، والحدادين. ولدى عقد زواج أي شخصين، مُنحوا حوافز مالية لتكوين عائلات كبيرة، وثبتت نجاعة تلك السياسة.
ولترسيخ المستعمرة وجعلها في قلب الإمبراطورية الاستعمارية الفرنسية، قرر لويس الرابع عشر إرسال النساء العازبات إلى فرنسا الجديدة، ممن تراوحت أعمارهن بين 15 و30 عامًا، واللاتي عُرفن باسم بنات الملك، وموّل تكاليف رحلاتهنّ ومنحَهنّ البضائع أو النقود كمهور لهنّ. وصلت 800 امرأة تقريبًا في الفترة الممتدة بين العام 1663 و1673. وخلال عامٍ أو اثنين، تزوّجت بنات الملك من المستوطنين الذكور، وبدأن حياة جديدة. جاءت تلك النسوة بمحض اختيارهن، لأن الكثير منهن لم يتمكنّ من إيجاد زيجة مناسبة ضمن التسلسل الهرمي الاجتماعي الصارم في فرنسا. وانحدر الكثير منهنّ من عائلات عوام الشعب في منطقة باريس، ونورماندي والأقاليم الغربية الوسطى في فرنسا. بحلول العام 1672، ارتفع عدد سكان فرنسا الجديدة إلى 6700 نسمة، بعد أن كان 3200 نسمة في العام 1663.
في غضون ذلك، شُجّع على التزاوج مع الشعوب الأصلية، كما أُرسِل الخدَم المستعبدين، الذين عُرِفوا باسم الرقيق، إلى فرنسا الجديدة. أدّت النساء دورًا مهمًا في تأسيس الحياة الأسرية، والمجتمع المدني، وتحقيق النمو الديموغرافي السريع. وُجدت حاجة ملحّة لإنجاب الأطفال، نظرًا لمساهمتهم في ازدهار المَزارع منذ سن مبكرة، وتوفَّر لهم الكثير من الطعام لهم. أنجبت نساء المستوطنات أطفالًا بنسبة 30% أكثر مقارنة بالنساء اللواتي في فرنسا. يقول لاندري: «كان لدى الكنديين نظام غذائي استثنائي بالنظر إلى زمانهم. ويُعزى ذلك إلى الوفرة الطبيعية للحوم، والأسماك، والمياه العذبة؛ والظروف المواتية لحفظ الغذاء في فصل الشتاء؛ وإمدادات القمح الكافية في معظم السنوات.»
إضافة إلى الأعمال المنزلية، شاركت بعض النسوة في تجارة الفراء، والتي كانت المصدر المالي الرئيسي في فرنسا الجديدة. كما عملت النساء في البيوت مع أزواجهن أو آبائهن كتاجرات، ومحاسبات، وقائمات على تزويد المؤن. كان بعضهن أرامل اضطلعن بأدوار أزواجهن السابقة. وكان القليل منهنّ رائدات أعمالٍ نشيطاتٍ بذاتهنّ.

### المستوطنات في لويزيانا
في أواخر القرن السابع عشر، وسّع الفرنسيون مطالبهم الإقليمية إلى جنوب وغرب المستعمرات الأمريكية الثلاثة عشر، وأطلقوا عليها اسم لويزيانا الفرنسية تيمنًّا بالملك لويس الرابع عشر. في العام 1682، استكشف روبير دو لا سال وادي نهر أوهايو ووادي نهر المسيسيبي، وطالب بسيادة فرنسا على تلك الأراضي بأكملها حتى جنوب خليج المكسيك. في العام 1685، حاول لا سال تأسيس أول مستعمرة جنوبية في المنطقة الجديدة، لكن الخرائط غير الدقيقة والمشاكل الملاحية قادته إلى إنشاء فورت سانت لويس فيما يعرف حاليًا باسم بتكساس. عصف الوباء بالمستعمرة، وقُتِل مَن نجى من المستوطنين في العام 1688، إثر هجوم شنّه السكان الأصليون على المنطقة. استُوطنت مناطق أخرى من لويزيانا وطُوّرت بنجاح، منها نيو أورلينز وجنوب إلينوي، مما خلّف هيمنة فرنسية قوية في تلك المناطق حتى بعد مضيّ فترة طويلة على صفقة لويزيانا.
بُنيت العديد من الحصون الإستراتيجية في المنطقة، بناءً على أوامر الحاكم لويس دي فرونتيناك. كما أُقيمت الحصون في المناطق القديمة من فرنسا الجديدة التي لم تتم تُستوطَن حتى ذلك الحين. تولّت فرقة البحرية حماية العديد من تلك الحصون، وكانت تلك هي القطعة الوحيدة من الجنود النظاميين في فرنسا الجديدة بين الأعوام 1683 و1755.